# 伊罗安
《伊罗安》（原名：Ascent: Infinite Realm）是魁匠团开发的一款大型多人在线角色扮演游戏（MMORPG），其名来自圣经中上帝的名称之一伊勒伊罗安。其背景设定为Vulpin和Ontari两国间的争斗。
欧服和美服在2022年12月7日关服，公测还不到一年。韩服也宣布将于2023年3月2日关服，最后的服务器ELYON SEA在同年4月27日关停。